# 西大阳玄帝庙
西大阳玄帝庙是一座清代古建筑，位于山西省晋城市泽州县大阳镇大阳西街村。2013年1月，西大阳玄帝庙公布为晋城市文物保护单位，编号3-92。